# イギリス鉄道450形電車
イギリス鉄道450形電車（British Rail Class 450）は、2002年から2006年にかけて製造されたイギリスの直流型電車である。シーメンスが設計した標準規格車両「デジロ」の英国向け車両の一形式であり、サウス・ウェスト・トレインズがイングランド南西部で運用する近郊輸送向けの第三軌条方式の電車として4両編成127本が製造された。

## 概要
サウスウェスト・トレインズは、老朽化した旧型スラムドア車の完全置き換えに向けて、2001年にシーメンスへ新造車両を発注した。製造はシーメンスのクレーフェルト工場で行われ、450形は2002年に最初の編成がイギリスに到着し試運転を開始したが、旧型車にない冷房装置の搭載で消費電力が増加したため、地上設備の対応工事の必要性もあり運用開始は2003年からとなった。
車体は1両あたり全長20mの両開き2扉で、4両編成の両先頭車が電動車、中間2両が付随車となる。座席は中間車1両の半数が一等席で、ほかは普通席である。普通席は3列+2列のクロスシートを採用している。
制御方式はIGBT素子によるVVVFインバーター制御で、主電動機は三相誘導電動機を使用する。電気方式は直流750Vの第三軌条方式だが、交流25kVによる架空電車線方式への対応準備工事がなされている。

## 運用
主にロンドンのウォータールー駅を発着する南西方面の近郊列車、郊外の地域輸送列車に充当される。長距離用の444形が主体の長距離列車運用に入ることもある。